# Carlos Pita
Carlos Pita González (La Coruña, 8 dicembre 1984) è un ex calciatore spagnolo, di ruolo centrocampista, attuale direttore sportivo del Lugo.

## Carriera
Cresciuto nel Deportivo de la Coruña,  ha trascorso due stagioni nella prima squadra giocando una partita in Prima Divisione, sotto Javier Irureta.
Si trasferisce al Logroñés, in Segunda División B. La stagione successiva gioca 35 delle 38 partite di campionato nella seconda squadra del Deportivo, sempre in Segunda B, categoria in cui giocherà anche in seguito, con le giovanili del Valencia. Gioca una stagione con il Guadalajara per poi firmare con il Lugo.

## Statistiche

### Presenze e reti nei club
| Stagione        | Squadra             | Campionato      | Campionato | Campionato | Coppe nazionali | Coppe nazionali | Coppe nazionali | Coppe continentali | Coppe continentali | Coppe continentali | Totale | Totale |
| Stagione        | Squadra             | Comp            | Pres       | Reti       | Comp            | Pres            | Reti            | Comp               | Pres               | Reti               | Pres   | Reti   |
| --------------- | ------------------- | --------------- | ---------- | ---------- | --------------- | --------------- | --------------- | ------------------ | ------------------ | ------------------ | ------ | ------ |
| 2004-2005       | Deportivo La Coruña | PD              | 1          | 0          |                 | -               | -               | UCL                | 0                  | 0                  | 1      | 0      |
| 2005-2006       | Deportivo La Coruña | PD              | 0          | 0          |                 | -               | -               |                    | -                  | -                  | 0      | 0      |
| 2006-2007       | CD Logroñés         | SDB             | 4          | 1          | CR              | 0               | 0               |                    | -                  | -                  | 4      | 1      |
| 2007-2008       | Deportivo B         | SDB             | 35         | 6          |                 | -               | -               |                    | -                  | -                  | 35     | 6      |
| 2008-2009       | Valencia Mestalla   | SDB             | 29         | 3          |                 | -               | -               |                    | -                  | -                  | 29     | 3      |
| 2009-2010       | Guadalajara         | SDB             | 38+2       | 1          |                 | -               | -               |                    | -                  | -                  | 40     | 1      |
| 2010-2011       | Lugo                | SDB             | 36+4       | 2          |                 | -               | -               |                    | -                  | -                  | 40     | 2      |
| 2011-2012       | Lugo                | SDB             | 35+4       | 4+1        | CR              | 0               | 0               |                    | -                  | -                  | 39     | 5      |
| 2012-2013       | Lugo                | SD              | 37         | 1          | CR              | 0               | 0               |                    | -                  | -                  | 12     | 0      |
| 2013-2014       | Lugo                | SD              | 38         | 3          |                 | -               | -               |                    | -                  | -                  | 38     | 3      |
| 2014-2015       | Lugo                | SD              | 36         | 1          | CR              | 1               | 0               |                    | -                  | -                  | 37     | 10     |
| 2015-2016       | Lugo                | SD              | 34         | 1          | CR              | 2               | 0               |                    | -                  | -                  | 36     | 1      |
| 2016-2017       | Lugo                | SD              | 39         | 1          | CR              | 0               | 0               |                    | -                  | -                  | 39     | 1      |
| 2017-2018       | Lugo                | SD              | 23         | 3          | CR              | 0               | 0               |                    | -                  | -                  | 23     | 3      |
| 2018-2019       | Lugo                | SD              | 29         | 7          | CR              | 0               | 0               |                    | -                  | -                  | 29     | 7      |
| 2019-2020       | Lugo                | SD              | 34         | 2          |                 | -               | -               |                    | -                  | -                  | 34     | 2      |
| 2020-2021       | Lugo                | SD              | 26         | 0          | CR              | 1               | 0               |                    | -                  | -                  | 27     | 0      |
| 2021-2022       | Lugo                | SD              | 32         | 1          | CR              | 2               | 0               |                    | -                  | -                  | 34     | 1      |
| Totale Lugo     | Totale Lugo         | Totale Lugo     | 399+8      | 26+1       |                 | 6               | 0               |                    | -                  | -                  | 413    | 27     |
| Totale carriera | Totale carriera     | Totale carriera | 506+10     | 37+1       |                 | 6               | 0               |                    | 0                  | 0                  | 522    | 38     |